# Skovelnäbbad kokaburra
Skovelnäbbad kokaburra(Dacelo rex) är en fågel i familjen kungsfiskare inom ordningen praktfåglar.

## Utseende och läte
Skovelnäbbad kokaburra är en mycket stor kungsfiskare, med en enorm udda näbb. Den är vidare mörk på vingar och huvud, roströd på buken, i ett brett halsband och i en strimma bakom ögat, vit på strupen och blå på övergumpen. Arten är ytlig lik vitnäbbad kokaburra, men är mörk istället för blå på vingen och urskiljer sig genom den mycket djupare näbben. Lätet är ett vittljudande pip.

## Utbredning och systematik
Arten är endemisk för Nya Guinea och behandlas antingen som monotypisk eller delas in i två underarter med följande utbredning:
- rex – förekommer i Arfak och Snowbergen till sydöstra Papua Nya Guinea
- imperator – förekommer i Irian Jaya (mellan Lorentzfloden och berget Goliath)

Skovelnäbbad kokaburra placerades tidigare som enda art i släktet Clytoceyx, men allt oftare inkluderas den i Dacelo.

## Levnadssätt
Skovelnäbbad kokaburra hittas sällsynt inne i regnskog, från låglänta områden till medelhöga bergstrakter. Den använder sin enorma näbb genom att just skovla upp ryggradslösa djur från marken. 

## Status och hot
Arten har ett stort utbredningsområde, men tros minska i antal, dock inte tillräckligt kraftigt för att den ska betraktas som hotad. Internationella naturvårdsunionen IUCN listar arten som livskraftig (LC).